# Hair Moans
Hair Moans foi o 2º episódio da websérie Goodwin vs. Badwin 1,039 exibições no You Tube foi escrtito por  dirigido por Tony Grillo e escrito por Josh Bower e Peter Burton.

## Erendo
Badwin cria uma formúla de cabelo e quer testa-la então usa Goodwin como seu cobaia, Goodwin come a formúla e seu cabelo começa a creser, uma cabeça apareçe no cabelo de Goodwin e quando vê uma nuvem com caracteristicas femininas começa a seduzila, Goodwin fica chocado e Badwin da risasadas, Goodwin diz que vai dedurar Badwin, dizendo que fez cocô no Wallmart, Badwin começa a cortar o seu cabelo quando a cabeça e a nuvem estão assustados com o que Badwin está fazendo, a cabeça não aguenta e morre.
A nuvem fica bravissima e atinge um raio em Badwin que começa a chorar